# Bilal El Megri
Bilal el migri (sinh ngày 2 tháng 7 năm 1995) là một cầu thủ bóng đá người Maroc tính đến  năm 2017 thi đấu cho DHJ ở vị trí tiền vệ chạy cánh.